# Lee Strasberg
Lee Strasberg (Budaniv, 17 de novembro de 1901 — Nova Iorque, 17 de fevereiro de 1982) foi um ator, diretor, produtor e professor de arte dramática dos Estados Unidos, nascido Israel Strassberg em Budzanów, no antigo Império Austro Húngaro, hoje Budaniv na Ucrânia, que emigrou criança com a família para os Estados Unidos e se naturalizou cidadão dos Estados Unidos em 1936.
Strasberg é considerado o patriarca do “método”, um sistema de representação da dramaturgia que inspirou legiões de grandes atores americanos durante sua vida. O Método consiste em uma releitura do sistema de representação teatral elaborado pelo diretor e ator russo Constantin Stanislavski, diretor por longos anos do Teatro de Arte de Moscou. Em 1931, Lee Strasberg foi um dos fundadores do Group Theatre, uma companhia de teatro que incluía lendas como Elia Kazan, John Garfield e Stella Adler.
Saindo do Grupo por desentendimentos com os outros fundadores em 1935, devido a suas teorias e métodos controversos sobre a arte de representar, em 1949 ele começou uma longa carreira de professor no Actor´s Studio, onde se tornou diretor artístico e revolucionou os métodos de ensino de representação, levando ao auge a reputação de qualidade da instituição. Entre seus pupilos estiveram atores e atrizes como Marlon Brando, Montgomery Clift, James Dean, Geraldine Page, Paul Newman, Eva Marie Saint, Jane Fonda, Al Pacino, Robert De Niro, Dustin Hoffman e a mais famosa de todos, Marilyn Monroe.
Pouco afeito a representar diante das câmeras, Lee atuou em apenas sete filmes, sendo o mais famoso deles O Poderoso Chefão II / O Padrinho II, em 1974, no papel de um chefão mafioso instalado em Cuba que sofre a ira de Michael Corleone (interpretado por seu ex-aluno Al Pacino), e pelo qual seria indicado ao Oscar de melhor ator coadjuvante. Uma segunda participação no cinema se deu no filme catástrofe The Cassandra Crossing de 1976.

## Marilyn Monroe
A ligação de Lee Strasberg com Marilyn Monroe, a quem ajudou durante toda sua carreira, é famosa e faz parte dos anais da história do cinema americano e de todas as biografias escritas sobre ela.
A atriz Susan Strasberg, filha do segundo casamento de Lee com Paula Strasberg, atriz, professora de arte dramática conceituada e mentora por algum tempo de Marilyn, após a morte do pai escreveu um livro contando sua relação com a “surrogate irmã”.
Marilyn Monroe tinha 29 anos quando se tornou a estudante favorita de Strasberg. Durante oito anos a deusa loira do cinema conviveu intimamente com a família Strasberg, chegando a dividir a mesma cama com Susan. Objeto de adulação paternal de seu pai, Marilyn provocava em Susan um misto de admiração, desilusão, competição e inveja.
Em seu testamento, Marilyn deixou o controle de 75% de seu patrimônio para Lee administrar, incluindo o milionário licenciamento de sua imagem, em gratidão por sua gentileza e tutela artística e pessoal antes e depois dela se tornar uma grande estrela. Lee passou em testamento os direitos à sua terceira esposa e viúva, Anna, que hoje administra o espólio pessoal de Marilyn, que ainda fatura milhões de dólares de direitos pelo uso comercial de sua imagem em todo mundo.